# Argyreia arakuensis
Argyreia arakuensis är en vindeväxtart som beskrevs av Balakr. Argyreia arakuensis ingår i släktet Argyreia och familjen vindeväxter. Inga underarter finns listade i Catalogue of Life.